# سد لیک حمص
سد لیک حمص (به عربی: سد بحیرة حمص) یک منطقهٔ مسکونی در سوریه است که در near Homs, Syria واقع شده‌است.